# Jackson Wang
Jackson Wang (en hangul, 잭슨 왕; Hong Kong, 28 de marzo de 1994), también conocido como Wáng Jiāěr (en hanja, 王嘉爾) o simplemente como Jackson, es un  rapero, cantante, compositor, bailarín, modelo, inversionista, diseñador de ropa y de artículos de lujo, productor, presentador de programas de variedades,  y ex-esgrimista chino, miembro del grupo surcoreano Got7, CEO de Team Wang Records, Director Creativo de Team Wang Design  y socio fundador de Rice Entertainment.

## Biografía
Jackson nació en Hong Kong el 28 de marzo de 1994. Su padre, Wang Ruiji, es un ex-entrenador del equipo nacional de esgrima de Hong Kong y campeón en los Juegos Asiáticos de 1978 y su madre, Zhou Ping, es medallista del Campeonato Mundial de Gimnasia. Él y su hermano mayor recibieron entrenamiento de gimnasia y consiguió el primer puesto en un campeonato de gimnasia acrobática en la categoría masculina.
Su abuelo materno, Zhou Yongchang, fue el pionero de la medicina de diagnóstico por ultrasonido de China continental.
Comenzó su carrera como esgrimista cuando tenía 10 años. Fue entrenado por su padre y otros profesionales, consiguiendo varios premios y ganancias para el equipo nacional de esgrima de Hong Kong.
Asistió a la Escuela Internacional Americana en Hong Kong desde primaria.

## Carrera
Fue una de las 2000 personas que se apuntaron al casting de JYP Entertainment en 2010. El quería ser un "aprendiz", pero sus padres estuvieron en contra al principio. Al ser aceptado en JYP Entertainment dejó su carrera deportiva y viajó a Corea del Sur.
Jackson emigró a Corea el 3 de julio de 2011 y se convirtió en un aprendiz de JYP durante 2 años y medio antes de formar parte de la banda Got7. Su primera aparición fue en un episodio de un programa de televisión llamado WIN: Who Is Next, que se emitió el 6 de septiembre de 2013. Jackson, junto a Mark Tuan, BamBam y Yugyeom, compitieron contra los actuales grupos de YG Entertainment, iKON y WINNER.

### 2017: Debut en Solitario
El 26 de junio del 2017, JYP Entertainment anunció el lanzamiento del primer álbum en solitario de Wang en China, así como el establecimiento de un equipo de gestión dedicado, llamado Team Wang, para sus actividades en ese país. Jackson también fundó Snake or the Rabbit, que es una empresa de distribución con sede en los Estados Unidos.
Su primer sencillo, una canción en inglés titulada "Papillon", fue lanzado el 26 de agosto y debutó en el número 1 en la lista China V de Billboard en la semana del 16 de septiembre; además, el 30 de agosto, lanzó "Novoland: The Castle in the Sky "(chino: 九州 天空 城), el tema principal del juego de iOS Novoland: The Castle in the Sky 3D, rompiendo con el hip-hop y haciendo un primer intento con música clásica y melodiosa.
Después de establecer su propio estudio en China, Wang comenzó a promocionar bebidas, marcas de ropa y productos electrónicos, que incluyen Pepsi, Adidas, Douyin y muchas más en China, y Hogan en Hong Kong. Wang asistió a los MTV Europe Music Awards 2017 como embajador de la Gran China el 12 de noviembre.
El 30 de noviembre, lanzó su segundo sencillo en solitario, "Okay": similar a "Papillon", escribió la letra,compuso y arregló la canción junto con Boytoy.

### Deportes
Inicialmente fue conocido como esgrimista del equipo nacional de Hong Kong y se clasificó en el 11° puesto en los Juegos Olímpicos de la Juventud de Singapur 2010 y consiguió el primer puesto en el Campeonato Asiático de Esgrima en categoría Júnior y Cadete en 2011, además de otros campeonatos.